# Liste des monuments historiques de Cambrai
Ce tableau présente la liste de tous les monuments historiques classés ou inscrits dans la ville de Cambrai, Nord, en France.

## Liste
| Monument                                                                       | Adresse                                 | Coordonnées                      | Notice         | Protection                    | Date                     | Illustration                                                                   |
| ------------------------------------------------------------------------------ | --------------------------------------- | -------------------------------- | -------------- | ----------------------------- | ------------------------ | ------------------------------------------------------------------------------ |
| Ancien château de Selles                                                       | Rue Froissart                           | 50° 10′ 55″ nord, 3° 13′ 51″ est | « PA00107398 » | Classé                        | 1981                     | Ancien château de Selles                                                       |
| Ancien Collège des Jésuites ou grand séminaire                                 | 2 rue du Grand séminaire Rue des Écoles | 50° 10′ 22″ nord, 3° 13′ 51″ est | « PA00107400 » | Classé Inscrit Classé Inscrit | 1920 1927 1928 1930 2012 | Ancien Collège des Jésuites ou grand séminaire                                 |
| Ancien Couvent des Récollets                                                   | Rue Jean-Chollet                        | 50° 10′ 32″ nord, 3° 13′ 31″ est | « PA00107401 » | Inscrit                       | 1943                     | Ancien Couvent des Récollets                                                   |
| Ancien hôpital général                                                         | Rue Louis-Blériot                       | 50° 10′ 39″ nord, 3° 13′ 39″ est | « PA59000175 » | Inscrit                       | 2011                     | Ancien hôpital général                                                         |
| Ancien hôpital Saint-Julien, théâtre puis école de musique                     | Place Salvador-Allende                  | 50° 10′ 30″ nord, 3° 13′ 44″ est | « PA00107403 » | Inscrit                       | 1984                     | Ancien hôpital Saint-Julien, théâtre puis école de musique                     |
| Ancien Hôtel de Simencourt                                                     | 17 rue Sadi Carnot                      | 50° 10′ 37″ nord, 3° 13′ 59″ est | « PA00107405 » | Classé                        | 1922                     | Ancien Hôtel de Simencourt                                                     |
| Béguinage Notre-Dame                                                           | 27 rue des Capucins                     | 50° 10′ 44″ nord, 3° 13′ 50″ est | « PA00107393 » | Inscrit                       | 1984                     | Béguinage Notre-Dame                                                           |
| Béguinages Saint-Vaast et Saint-Nicolas                                        | 22, 24 rue des Anglaises                | 50° 10′ 46″ nord, 3° 13′ 59″ est | « PA00107394 » | Classé                        | 1949                     | Béguinages Saint-Vaast et Saint-Nicolas                                        |
| Cathédrale Notre-Dame de Grâce                                                 |                                         | 50° 10′ 20″ nord, 3° 14′ 00″ est | « PA00107395 » | Classé                        | 1906                     | Cathédrale Notre-Dame de Grâce                                                 |
| Cercle philosophique et culturel Thémis                                        | 1 petite rue Vanderburch                | 50° 10′ 31″ nord, 3° 13′ 44″ est | « PA00107396 » | Inscrit                       | 1986                     | Cercle philosophique et culturel Thémis                                        |
| Chapelle du refuge de l'abbaye de Vaucelles                                    | 8 rue Vaucelette                        | 50° 10′ 26″ nord, 3° 13′ 43″ est | « PA59000106 » | Inscrit                       | 2004                     | Chapelle du refuge de l'abbaye de Vaucelles                                    |
| Château de Ranette (ancienne maison de campagne de l'abbaye du Saint-Sépulcre) | Digue du canal de Saint-Quentin         | 50° 10′ 09″ nord, 3° 13′ 04″ est | « PA00107397 » | Inscrit                       | 1964                     | Château de Ranette (ancienne maison de campagne de l'abbaye du Saint-Sépulcre) |
| Cimetière_militaire_allemand_de_Cambrai,Cambrai_East_Military_Cemetery         | Route de Solesmes                       | 50° 10′ 42″ nord, 3° 15′ 42″ est | « PA59000219 » | Inscrit                       | 2024                     | Cimetière_militaire_allemand_de_Cambrai,Cambrai_East_Military_Cemetery         |
| Citadelle                                                                      |                                         | 50° 10′ 19″ nord, 3° 14′ 27″ est | « PA00107399 » | Classé                        | 1932                     | Citadelle                                                                      |
| Deux menhirs dits Pierres Jumelles                                             | Rue des Pierres-Jumelles                | 50° 10′ 46″ nord, 3° 14′ 41″ est | « PA00107410 » | Classé                        | 1889                     | Deux menhirs dits Pierres Jumelles                                             |
| Église Saint-Géry                                                              |                                         | 50° 10′ 36″ nord, 3° 13′ 52″ est | « PA00107402 » | Classé                        | 1919                     | Église Saint-Géry                                                              |
| Hôtel consulaire de la Chambre de Commerce et d'Industrie de Cambrai           | 5 place de la République                | 50° 10′ 37″ nord, 3° 14′ 07″ est | « PA59000125 » | Inscrit                       | 2009                     | Hôtel consulaire de la Chambre de Commerce et d'Industrie de Cambrai           |
| Hôtel Leroi de Ville                                                           | 12 place du Marché                      | 50° 10′ 27″ nord, 3° 14′ 11″ est | « PA00107404 » | Inscrit                       | 1984                     | Hôtel Leroi de Ville                                                           |
| Maison                                                                         | 18 rue Delphin-Dutemple                 | 50° 10′ 42″ nord, 3° 14′ 00″ est | « PA59000182 » | Inscrit                       | 2013                     | Maison                                                                         |
| Maison                                                                         | 8 place du Marché                       | 50° 10′ 28″ nord, 3° 14′ 11″ est | « PA00107407 » | Inscrit Classé                | 1946 1947                | Maison                                                                         |
| Maison du bailli de Marcoing                                                   | 2 place Fénelon                         | 50° 10′ 35″ nord, 3° 13′ 50″ est | « PA00107406 » | Inscrit                       | 1931                     | Maison du bailli de Marcoing                                                   |
| Maison                                                                         | 10 place du Marché                      | 50° 10′ 28″ nord, 3° 14′ 11″ est | « PA00107408 » | Inscrit                       | 1932                     | Maison                                                                         |
| Maison espagnole                                                               | 48, 48bis rue de Noyon                  | 50° 10′ 22″ nord, 3° 13′ 57″ est | « PA00107409 » | Classé                        | 1920                     | Maison espagnole                                                               |
| Palais épiscopal                                                               |                                         | 50° 10′ 35″ nord, 3° 13′ 45″ est | « PA00107411 » | Classé                        | 1921                     | Palais épiscopal                                                               |
| Porte Notre-Dame                                                               | Place de la Porte Notre-Dame            | 50° 10′ 40″ nord, 3° 14′ 12″ est | « PA00107412 » | Classé                        | 1914                     | Porte Notre-Dame                                                               |
| Porte de Paris                                                                 | Place de la Porte de Paris              | 50° 10′ 16″ nord, 3° 13′ 54″ est | « PA00107413 » | Classé                        | 1942                     | Porte de Paris                                                                 |
| Porte Saint-Ladre                                                              | Rue Watteau                             | 50° 10′ 09″ nord, 3° 14′ 22″ est | « PA00107414 » | Inscrit                       | 1931                     | Porte Saint-Ladre                                                              |
| Tour des Arquets                                                               | Rue de la Tour des Arquets              | 50° 10′ 30″ nord, 3° 13′ 22″ est | « PA00107415 » | Classé                        | 1942                     | Tour des Arquets                                                               |
| Tour du Caudron                                                                | Boulevard Jean-Bart                     | 50° 10′ 31″ nord, 3° 13′ 18″ est | « PA59000005 » | Inscrit                       | 1997                     | Tour du Caudron                                                                |
| Tour Saint-Fiacre                                                              | Boulevard de la Liberté                 | 50° 10′ 19″ nord, 3° 13′ 41″ est | « PA59000006 » | Inscrit                       | 1997                     | Tour Saint-Fiacre                                                              |
| Tour Saint-Martin, dite aussi Beffroi                                          | Rue du Beffroi                          | 50° 10′ 27″ nord, 3° 13′ 55″ est | « PA00107416 » | Inscrit                       | 1965                     | Tour Saint-Martin, dite aussi Beffroi                                          |

## Pour approfondir